# Vukan Savićević
Vukan Savićević (in serbo Вукан Савићевић?; Belgrado, 29 gennaio 1994) è un calciatore serbo naturalizzato montenegrino, centrocampista del Vojvodina.

## Caratteristiche tecniche
Trequartista, può giocare anche come interno di centrocampo. Calciatore promettente, sa gestire il gioco.

## Statistiche

### Cronologia presenze e reti in nazionale
| Cronologia completa delle presenze e delle reti in nazionale ― Montenegro | Cronologia completa delle presenze e delle reti in nazionale ― Montenegro | Cronologia completa delle presenze e delle reti in nazionale ― Montenegro | Cronologia completa delle presenze e delle reti in nazionale ― Montenegro | Cronologia completa delle presenze e delle reti in nazionale ― Montenegro | Cronologia completa delle presenze e delle reti in nazionale ― Montenegro | Cronologia completa delle presenze e delle reti in nazionale ― Montenegro | Cronologia completa delle presenze e delle reti in nazionale ― Montenegro |
| Data                                                                      | Città                                                                     | In casa                                                                   | Risultato                                                                 | Ospiti                                                                    | Competizione                                                              | Reti                                                                      | Note                                                                      |
| ------------------------------------------------------------------------- | ------------------------------------------------------------------------- | ------------------------------------------------------------------------- | ------------------------------------------------------------------------- | ------------------------------------------------------------------------- | ------------------------------------------------------------------------- | ------------------------------------------------------------------------- | ------------------------------------------------------------------------- |
| 4-6-2017                                                                  | Podgorica                                                                 | Montenegro                                                                | 1 – 2                                                                     | Iran                                                                      | Amichevole                                                                | -                                                                         |                                                                           |
| 10-6-2019                                                                 | Olomouc                                                                   | Rep. Ceca                                                                 | 3 – 0                                                                     | Montenegro                                                                | Qual. Euro 2020                                                           | -                                                                         | 67’                                                                       |
| 5-9-2019                                                                  | Podgorica                                                                 | Montenegro                                                                | 2 – 1                                                                     | Ungheria                                                                  | Amichevole                                                                | -                                                                         |                                                                           |
| 10-9-2019                                                                 | Podgorica                                                                 | Montenegro                                                                | 0 – 3                                                                     | Rep. Ceca                                                                 | Qual. Euro 2020                                                           | -                                                                         | 73’                                                                       |
| 14-11-2020                                                                | Zapresic                                                                  | Azerbaigian                                                               | 0 – 0                                                                     | Montenegro                                                                | UEFA Nations League 2020-2021 - 1º Turno                                  | -                                                                         | 81’                                                                       |
| 17-11-2020                                                                | Podgorica                                                                 | Montenegro                                                                | 4 – 0                                                                     | Cipro                                                                     | UEFA Nations League 2020-2021 - 1º Turno                                  | -                                                                         | 61’                                                                       |
| 2-6-2021                                                                  | Sarajevo                                                                  | Bosnia ed Erzegovina                                                      | 0 – 0                                                                     | Montenegro                                                                | Amichevole                                                                | -                                                                         | 42’ 63’                                                                   |
| 5-6-2021                                                                  | Podgorica                                                                 | Montenegro                                                                | 1 – 3                                                                     | Israele                                                                   | Amichevole                                                                | -                                                                         | 60’                                                                       |
| 4-6-2022                                                                  | Podgorica                                                                 | Montenegro                                                                | 2 – 0                                                                     | Romania                                                                   | UEFA Nations League 2022-2023 - 1º Turno                                  | -                                                                         | 84’                                                                       |
| 7-6-2022                                                                  | Helsinki                                                                  | Finlandia                                                                 | 2 – 0                                                                     | Montenegro                                                                | UEFA Nations League 2022-2023 - 1º Turno                                  | -                                                                         | 78’                                                                       |
| 14-6-2022                                                                 | Bucarest                                                                  | Romania                                                                   | 0 – 3                                                                     | Montenegro                                                                | UEFA Nations League 2022-2023 - 1º Turno                                  | -                                                                         |                                                                           |
| 23-9-2022                                                                 | Zenica                                                                    | Bosnia ed Erzegovina                                                      | 1 – 0                                                                     | Montenegro                                                                | UEFA Nations League 2022-2023 - 1º Turno                                  | -                                                                         | 22’ 46’                                                                   |
| 17-11-2022                                                                | Podgorica                                                                 | Montenegro                                                                | 2 – 2                                                                     | Slovacchia                                                                | Amichevole                                                                | -                                                                         | 70’                                                                       |
| 20-11-2022                                                                | Lubiana                                                                   | Slovenia                                                                  | 1 – 0                                                                     | Montenegro                                                                | Amichevole                                                                | -                                                                         | 77’                                                                       |
| 24-3-2023                                                                 | Razgrad                                                                   | Bulgaria                                                                  | 0 – 1                                                                     | Montenegro                                                                | Qual. Euro 2024                                                           | -                                                                         |                                                                           |
| 27-3-2023                                                                 | Podgorica                                                                 | Montenegro                                                                | 0 – 2                                                                     | Serbia                                                                    | Qual. Euro 2024                                                           | -                                                                         | 71’                                                                       |
| 17-6-2023                                                                 | Podgorica                                                                 | Montenegro                                                                | 0 – 0                                                                     | Ungheria                                                                  | Qual. Euro 2024                                                           | -                                                                         | 82’                                                                       |
| 20-6-2023                                                                 | Podgorica                                                                 | Montenegro                                                                | 1 – 4                                                                     | Rep. Ceca                                                                 | Amichevole                                                                | -                                                                         | 46’                                                                       |
| 7-9-2023                                                                  | Kaunas                                                                    | Lituania                                                                  | 2 – 2                                                                     | Montenegro                                                                | Qual. Euro 2024                                                           | -                                                                         | 46’                                                                       |
| 9-6-2024                                                                  | Podgorica                                                                 | Montenegro                                                                | 1 – 3                                                                     | Georgia                                                                   | Amichevole                                                                | -                                                                         | 74’                                                                       |
| Totale                                                                    |                                                                           | Presenze                                                                  | 20                                                                        |                                                                           | Reti                                                                      | 0                                                                         |                                                                           |

## Palmarès

### Club

#### Competizioni nazionali
- Campionato serbo: 1

Stella Rossa: 2013-2014
- Campionato slovacco: 1

Slovan Bratislava: 2018-2019
- Coppa di Slovacchia: 2

Slovan Bratislava: 2016-2017, 2017-2018